# Costa de Oro brandeburguesa
La Costa de Oro brandeburguesa, más adelante conocida como Costa de Oro prusiana, oficialmente llamada como su capital y más grande asentamiento, Gran Friedricksburgo, fue una colonia del reino de Brandeburgo-Prusia en la Costa del Oro del África Occidental. La colonia existió desde su establecimiento en 1682 hasta su abandono en 1717, cuando el rey Federico Guillermo I de Prusia la vendió por 7200 ducados a la República Neerlandesa.

## Periodo brandeburgués

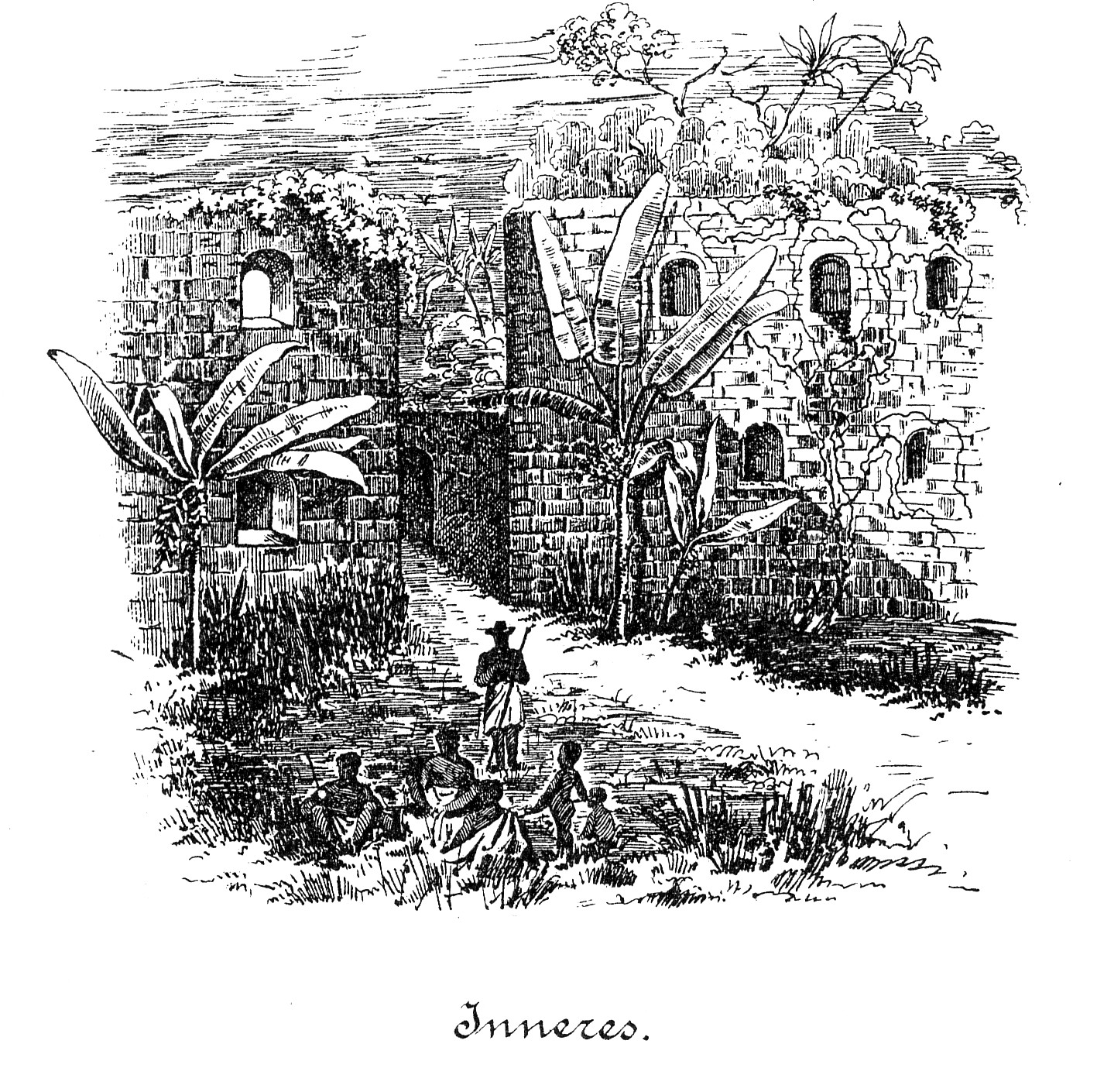
Groß Friedrichsburg en febrero de 1884.

En mayo de 1682 la recién fundada Brandenburg African Company (en alemán: Brandenburgisch-Afrikanische Compagnie), a la que Federico I, elector de Brandeburgo (núcleo del posterior reino de Prusia) le otorgó una carta constitutiva, estableció una pequeña colonia en la Costa del Oro del África occidental que constaba de dos asentamientos en el golfo de Guinea, alrededor del cabo de las Tres Puntas en la actual Ghana:
- Groß Friedrichsburg, también llamada Hollandia,[1] ahora Pokesu, que se convirtió en la capital (1682-1717).
- Fuerte Dorothea, también llamado Accada,[1] ahora Akwida, que en 1687-1698 ocuparon por los neerlandeses (abril 1684-1687, 1698-1711, abril 1712-1717)

### Gobernadores brandeburgueses
- Mayo 1682-1683: Philip Peterson Blonck
- 1683-1684: Nathaniel Dillinger
- 1684-1686: Karl Konstantin von Schnitter
- 1686-1691: Johann Niemann

## Periodo prusiano
El 15 de enero de 1701 la pequeña colonia pasó a llamarse Asentamientos de la Costa de Oro prusiana, en relación con la fundación del Reino de Prusia, que tuvo lugar formalmente tres días después, cuando Federico III, Elector de Brandeburgo y Duque de Prusia, se coronó rey en Prusia (después de lo cual se lo conoció como Federico I de Prusia). Desde 1711 hasta abril de 1712, los neerlandeses volvieron a ocupar Fuerte Dorothea. En 1717, la colonia fue abandonada físicamente por Prusia, de modo que desde 1717 hasta 1724 John Konny (o en neerlandés: Jan Conny) pudo ocupar Groß Friedrichsburg, desde 1721 en oposición al dominio neerlandés. 
En 1721 los derechos de la colonia se vendió a los neerlandeses, que la llamaron Hollandia, como parte de su colonia más grande de la Costa de Oro neerlandesa. 

### Gobernadores prusianos
- 1701-1704: Adriaan Grobbe
- 1704-1706: Johann Münz
- 1706-1709: Heinrich Lamy
- 1709-1710: Frans de Lange
- 1710-1716: Nicholas Dubois
- 1716-1717: Anton Günther van der Menden